# Archibald Leslie-Melville, XIII conte di Leven
Archibald Alexander Leslie-Melville, XIII conte di Leven, XII conte di Melville (6 agosto 1890 – 15 gennaio 1947), è stato un ufficiale e politico scozzese, pari di Scozia, membro della Camera dei Lord dal 1922 al 1947.

## Biografia
Era il secondo figlio maschio di Ronald Leslie-Melville, XI conte di Leven, e di sua moglie, Emma Selina Portman. Studiò a Oxford e al Royal Military College di Sandhurst. 

## Carriera
Ha servito nella prima guerra mondiale, dove fu ferito. È stato il capitano del Royal Scots Fusiliers. Era il tenente colonnello e colonnello nelle Lovat Scouts. Era un pari Rappresentante per la Scozia (13 gennaio 1922 - 15 gennaio 1947). Fu Lord luogotenente di Nairn (1935-1947). Ha donato la sua collezione di disegni e acquerelli alla Bodleian Library nel 1920.

## Matrimonio
Sposò, il 3 settembre 1918, Lady Rosamond Foljambe (?-12 aprile 1974), figlia di Cecil Foljambe, I conte di Liverpool. Ebbero cinque figli:
- Lady Jean Elizabeth Leslie Melville (25 giugno 1921-8 marzo 2010);
- Alexander Leslie-Melville, XIV conte di Leven (13 maggio 1924-7 aprile 2012);
- George David Leslie Melville (13 maggio 1924-23 giugno 1997), sposò Diana Mary Houldsworth, ebbero due figli;
- Ronald Joscelyn Leslie Melville (22 novembre 1926-1987), sposò Ruth Duckworth, ebbero cinque figli;
- Alan Duncan Leslie Melville (11 ottobre 1928)[3].

## Ascendenza
|                                                                           |                                        |                                                    | Genitori                                               |  |  | Nonni |  |  | Bisnonni                                                                |  |  | Trisnonni                                                 |  |
|                                                                           |                                        |                                                    |                                                        |  |  |       |  |  | 8. Alexander Leslie-Melville, VII conte di Leven e VI conte di Melville |  |  | 16. David Leslie, VI conte di Leven e V conte di Melville |  |
|                                                                           |                                        |                                                    |                                                        |  |  |       |  |  | 8. Alexander Leslie-Melville, VII conte di Leven e VI conte di Melville |  |  | 16. David Leslie, VI conte di Leven e V conte di Melville |  |
|                                                                           |                                        | 17. Wilhelmina Nisbet                              |                                                        |  |  |       |  |  | 8. Alexander Leslie-Melville, VII conte di Leven e VI conte di Melville |  |  |                                                           |  |
| 4. John Leslie-Melville, IX conte di Levenc e VIII conte di Melville      |                                        |                                                    |                                                        |  |  |       |  |  | 8. Alexander Leslie-Melville, VII conte di Leven e VI conte di Melville |  |  |                                                           |  |
|                                                                           |                                        | 9. Jane Thornton                                   | 18. John Thornton                                      |  |  |       |  |  |                                                                         |  |  |                                                           |  |
|                                                                           |                                        | 9. Jane Thornton                                   | 18. John Thornton                                      |  |  |       |  |  |                                                                         |  |  |                                                           |  |
|                                                                           |                                        | 9. Jane Thornton                                   | 19. Lucy Watson                                        |  |  |       |  |  |                                                                         |  |  |                                                           |  |
| 2. Ronald Leslie-Melville, XI conte di Leven e X conte di Melville        |                                        | 9. Jane Thornton                                   |                                                        |  |  |       |  |  |                                                                         |  |  |                                                           |  |
|                                                                           |                                        | 10. Henry Thornton                                 | 20. John Thornton (= 19.)                              |  |  |       |  |  |                                                                         |  |  |                                                           |  |
|                                                                           |                                        | 10. Henry Thornton                                 | 20. John Thornton (= 19.)                              |  |  |       |  |  |                                                                         |  |  |                                                           |  |
|                                                                           |                                        | 10. Henry Thornton                                 | 21. Lucy Watson (= 20.)                                |  |  |       |  |  |                                                                         |  |  |                                                           |  |
| 5. Sophia Thornton                                                        |                                        | 10. Henry Thornton                                 |                                                        |  |  |       |  |  |                                                                         |  |  |                                                           |  |
|                                                                           |                                        | 11. Marianne Sykes                                 | 22. Joseph Sykes                                       |  |  |       |  |  |                                                                         |  |  |                                                           |  |
|                                                                           |                                        | 11. Marianne Sykes                                 | 22. Joseph Sykes                                       |  |  |       |  |  |                                                                         |  |  |                                                           |  |
|                                                                           |                                        | 11. Marianne Sykes                                 | 23. Dorothy Twigg                                      |  |  |       |  |  |                                                                         |  |  |                                                           |  |
| 1. Archibald Leslie-Melville, XIII conte di Leven e XII conte di Melville |                                        | 11. Marianne Sykes                                 |                                                        |  |  |       |  |  |                                                                         |  |  |                                                           |  |
|                                                                           | 12. Edward Portman, I visconte Portman | 24. Edward Portman                                 |                                                        |  |  |       |  |  |                                                                         |  |  |                                                           |  |
|                                                                           | 12. Edward Portman, I visconte Portman | 24. Edward Portman                                 |                                                        |  |  |       |  |  |                                                                         |  |  |                                                           |  |
|                                                                           | 12. Edward Portman, I visconte Portman | 25. Lucy Whitby                                    |                                                        |  |  |       |  |  |                                                                         |  |  |                                                           |  |
| 6. Henry Portman, II visconte Portman                                     | 12. Edward Portman, I visconte Portman |                                                    |                                                        |  |  |       |  |  |                                                                         |  |  |                                                           |  |
|                                                                           |                                        | 13. Emma Lascelles                                 | 26. Henry Lascelles, II conte di Harewood              |  |  |       |  |  |                                                                         |  |  |                                                           |  |
|                                                                           |                                        | 13. Emma Lascelles                                 | 26. Henry Lascelles, II conte di Harewood              |  |  |       |  |  |                                                                         |  |  |                                                           |  |
|                                                                           |                                        | 13. Emma Lascelles                                 | 27. Henrietta Sebright                                 |  |  |       |  |  |                                                                         |  |  |                                                           |  |
| 3. Emma Portman                                                           |                                        | 13. Emma Lascelles                                 |                                                        |  |  |       |  |  |                                                                         |  |  |                                                           |  |
|                                                                           |                                        | 14. William Wentworth-Fitzwilliam, visconte Milton | 28. Charles Wentworth-Fitzwilliam, V conte Fitzwilliam |  |  |       |  |  |                                                                         |  |  |                                                           |  |
|                                                                           |                                        | 14. William Wentworth-Fitzwilliam, visconte Milton | 28. Charles Wentworth-Fitzwilliam, V conte Fitzwilliam |  |  |       |  |  |                                                                         |  |  |                                                           |  |
|                                                                           |                                        | 14. William Wentworth-Fitzwilliam, visconte Milton | 29. Mary Dundas                                        |  |  |       |  |  |                                                                         |  |  |                                                           |  |
| 7. Mary Fitzwilliam                                                       |                                        | 14. William Wentworth-Fitzwilliam, visconte Milton |                                                        |  |  |       |  |  |                                                                         |  |  |                                                           |  |
|                                                                           |                                        | 15. Selina Jenkinson                               | 30. Charles Jenkinson, III conte di Liverpool          |  |  |       |  |  |                                                                         |  |  |                                                           |  |
|                                                                           |                                        | 15. Selina Jenkinson                               | 30. Charles Jenkinson, III conte di Liverpool          |  |  |       |  |  |                                                                         |  |  |                                                           |  |
|                                                                           |                                        | 15. Selina Jenkinson                               | 31. Julia Shuckburgh-Evelyn                            |  |  |       |  |  |                                                                         |  |  |                                                           |  |
|                                                                           |                                        | 15. Selina Jenkinson                               |                                                        |  |  |       |  |  |                                                                         |  |  |                                                           |  |